# Corneville-sur-Risle
Corneville-sur-Risle é uma comuna francesa na região administrativa da Normandia, no departamento de Eure. Estende-se por uma área de 13,22 km². Em 2010 a comuna tinha 1 389 habitantes (densidade: 105,1 hab./km²).